# Sassandra (département)
Pour les articles homonymes, voir Sassandra.
Le département de Sassandra est un département de Côte d'Ivoire.